# Alexandr Mostovoj
Aleksandr Vladimirovič Mostovoj (rusky Алекса́ндр Влади́мирович Мостово́й; * 22. srpna 1968) je bývalý ruský fotbalista, který hrál jako ofenzivní záložník.
Svou kariéru začal v Presnya Moskva, v roce 1986 přestoupil do Spartaku Moskva.
Byl přezdíván O Zar de Balaídos, protože dlouho působil ve španělské Celtě Vigo. Mimo Rusko a Španělsko hrál v Portugalsku a Francii.
Mostovoj hrál za reprezentace SSSR, SNS a Ruska, za ruskou reprezentaci odehrál 50 zápasů a byl nominován do týmu na dvě mistrovství světa a dvě mistrovství Evropy.